# オオガンクビソウ
オオガンクビソウ（大雁首草、学名：Carpesium macrocephalum）は、キク科ガンクビソウ属の多年草。別名、オオガンクビ。

## 特徴
茎の高さは1mほどになり、多くの枝を出し、縮れた毛が生える。根出葉は花時には枯れている。茎につく葉は互生し、下部の葉は大きく、狭倒卵形・卵形・卵状楕円形・披針状長楕円形または披針形と変化があり、葉柄を含めた長さは30-40cm、幅は10-15cmになる。先端は鋭頭、基部は円形で広く葉柄に沿って流れ、縁には不ぞろいな重鋸歯があり、葉質は薄くてやわらかく、両面に短毛が生える。茎葉は上部にいくにしたがって次第に小さくなり、狭倒卵状長楕円形で、葉柄に広い翼があり基部は円形となる。
花期は8-10月。枝の先端にやや下向きに開く大型の頭状花序をつける。頭花の基部には、線形または広倒披針形の葉状苞が放射状に多数つく。総苞は径2.5-3.3cmになり、この属の中でもっとも大きい。総苞外片は周囲の葉状苞と同質で、総苞内片は乾膜質で線状さじ形となる。頭花周辺の花冠は長さ約3.5mm、頭花中心の花冠は長さ約4mmとなる。果実は長さ5.5-6mm、径1mmになる円柱形の痩果で、先端に長さ約1mmの嘴があり腺があって粘る。冠毛はない。染色体数は2n=40。
コヤブタバコ C. cernuum に似るが、同種よりも葉や頭花が大きい。

## 分布と生育環境
日本では、北海道および本州（中部地方以北）に分布し、湿った林下に生育する。世界では、日本のほか、朝鮮半島、中国大陸、ウスリー南部に分布し、冷温帯に分布する。

## 名前の由来
和名オオガンクビソウは「大雁首草」の意。松村任三 (1890) による命名である。
頭花は、ガンクビソウ属の中では一番大きい。「雁首」の意味は、この種類の植物の頭花がうつ向いて咲くようすをキセルの雁首に見立てたもの。
種小名（種形容語）macrocephalum は「頭の大きな」の意味。

## ギャラリー

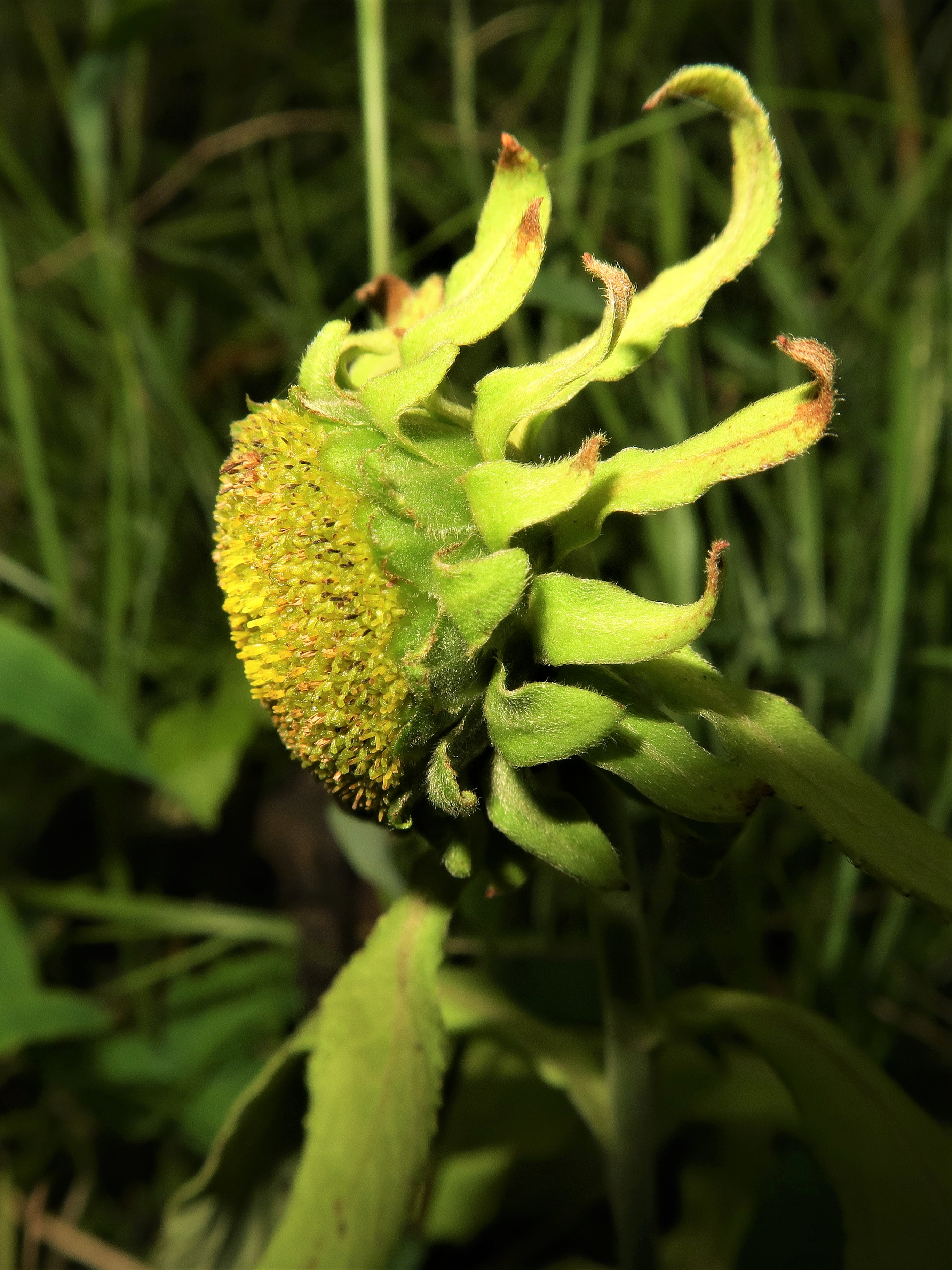
頭花の基部には、線形または広倒披針形の葉状苞が放射状に多数つく。
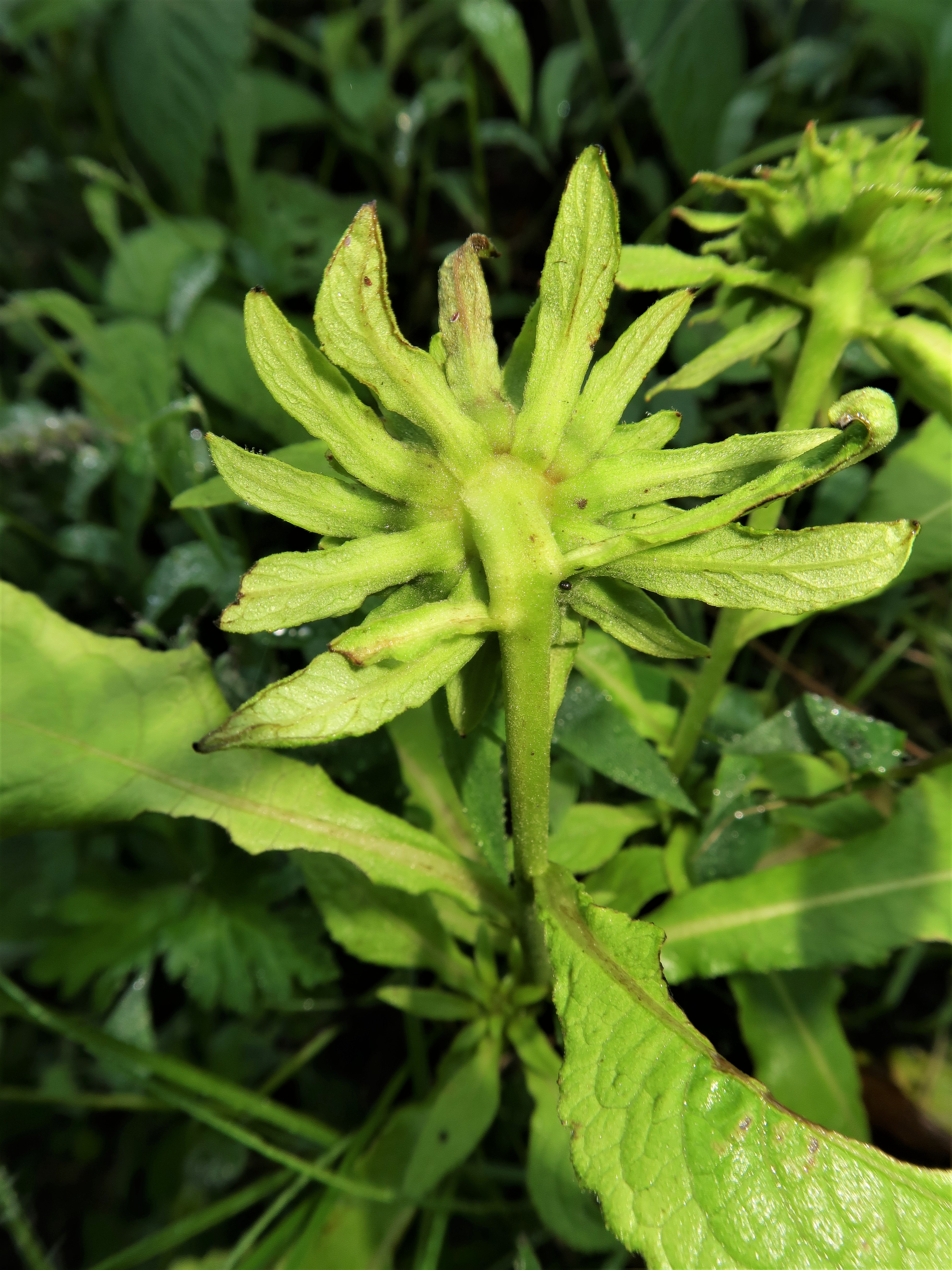
頭花の裏面。頭花のすぐ下の枝が太い。
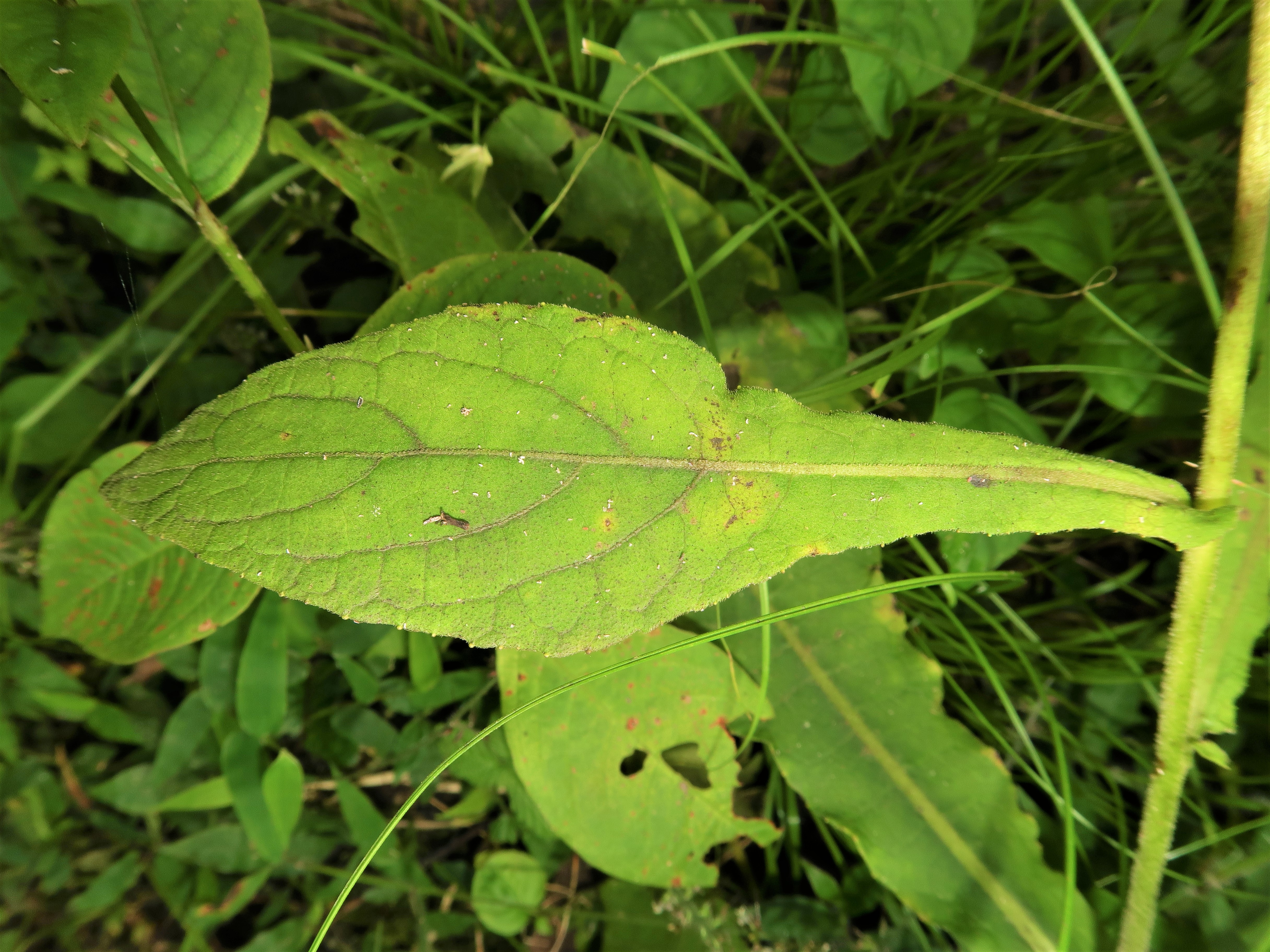
茎中部につく葉。葉柄に広い翼があり、縁には不ぞろいな重鋸歯がある。
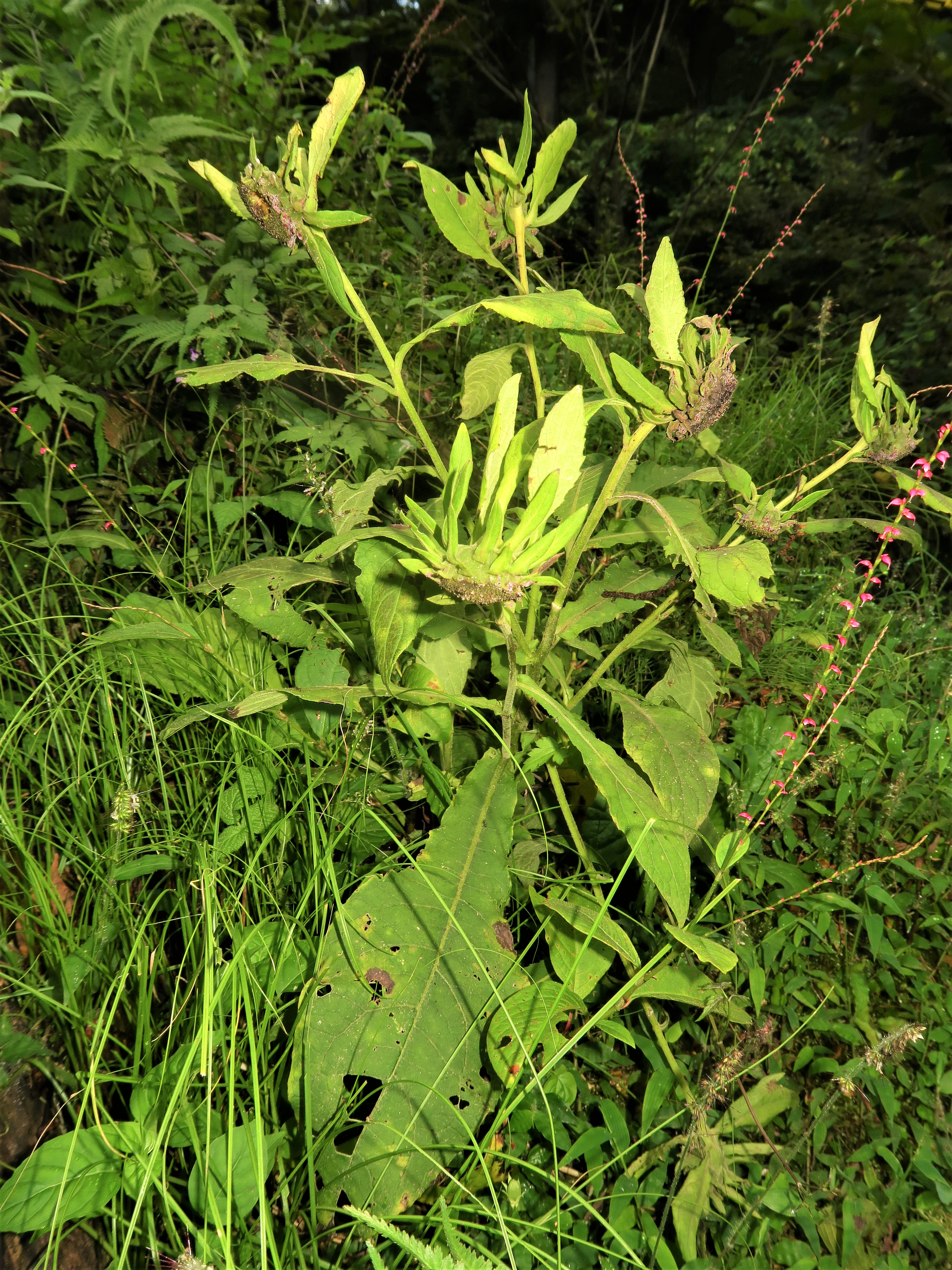
枝の先端にやや下向きに開く大型の頭花をつける。